# 布吉尼翁苏库西
布吉尼翁苏库西（法語：Bourguignon-sous-Coucy，法語發音：[buʁɡiɲɔ̃ su kusi]）是法国皮卡第大区埃纳省的一个市镇，属于拉昂区。

## 地理
布吉尼翁苏库西（49°32'38"N, 3°9'31"E）面积2.8 平方千米，位于法国上法蘭西大區埃纳省，该省份为法国北部内陆省份，北起北部省，西接索姆省和瓦兹省，东临阿登省和马恩省，西南至塞纳-马恩省，东北部与比利时接壤。
与布吉尼翁苏库西接壤的市镇（或旧市镇、城区）包括：贝梅、卡姆兰、马尼康、基耶尔济。

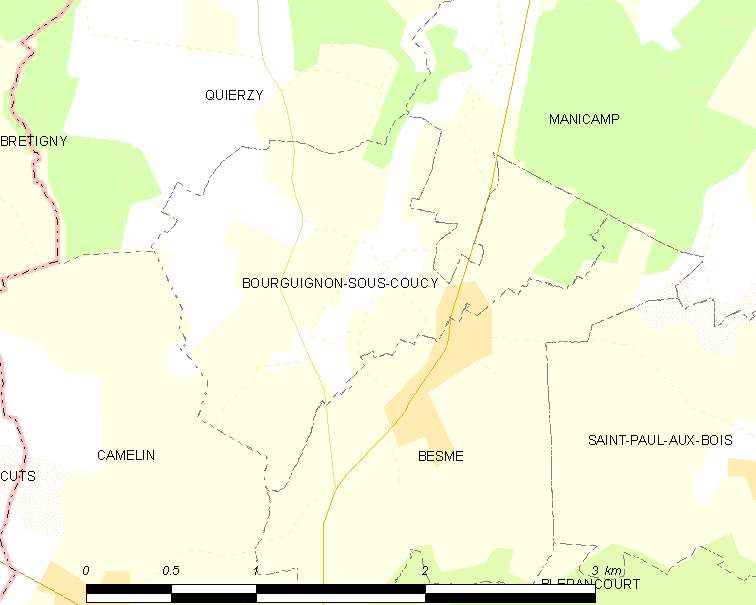
布吉尼翁苏库西的OSM定位图

布吉尼翁苏库西的时区为UTC+01:00、UTC+02:00（夏令时）。

## 行政
布吉尼翁苏库西的邮政编码为02300，INSEE市镇编码为02107。

## 政治
布吉尼翁苏库西所属的省级选区为埃纳河畔维克县。

## 人口

1962-2008年间布吉尼翁苏库西人口变化图示

布吉尼翁苏库西于2022年1月1日时的人口数量为104人。